# Zeche Neue Steinkuhle
Die Zeche Neue Steinkuhle ist ein ehemaliges Steinkohlenbergwerk in Heven. Das Bergwerk war auch unter den Namen Zeche Neue Steinkuhl und Zeche Neuesteinkuhle bekannt.

## Bergwerksgeschichte
Am 15. April des Jahres 1783 wurde die Mutung auf ein Grubenfeld eingelegt. Im Anschluss daran wurde ein Stollen bis ins Flöz aufgefahren. Der Stollen erreichte eine Länge von 15 Metern. Am 2. Mai des Jahres 1789 wurde ein Längenfeld verliehen. Im Jahr 1793 war das Bergwerk nachweislich in Betrieb. Danach muss es vermutlich eine Zeitlang außer Betrieb gewesen sein, denn erst im Februar des Jahres 1832 wird wieder vom Betrieb der Zeche berichtet. In den nachfolgenden Jahren wurde auf dem Bergwerk Steinkohle abgebaut. Im Jahr 1844 wurde das Bergwerk in der Teufe der Erbstollensohle des Helena Erbstolln ausgerichtet. Im darauffolgenden Jahr traten im Ort Nr. 1 nach Osten matte Wetter auf. Das Ort wurde dennoch 6,5 Lachter weiter aufgefahren. Im März des Jahres 1847 wurde die Zeche Neue Steinkuhle stillgelegt. Danach verfiel der Stollen und wurde im Jahr 1855 durch die Zeche Roman wieder aufgewältigt.

## Förderung und Belegschaft
Die ersten bekannten Förderzahlen stammen aus dem Jahr 1832, damals wurde eine Förderung von 3201 Scheffeln Steinkohle erbracht. Im Jahr 1835 wurde eine Förderung von 38.020 Scheffeln Steinkohle erbracht. Die maximale Förderung stammt aus dem Jahr 1837, damals wurde eine Förderung 14.034 ¾ preußische Tonnen Steinkohle erbracht. Im Jahr 1840 wurden 2207 ¾ preußische Tonnen Steinkohle gefördert. Im Jahr 1845 wurden 5692 Scheffel Steinkohle gefördert. Die ersten bekannten Belegschaftszahlen stammen aus dem Jahr 1846, in diesem Jahr schwankte die Belegschaftszahl zwischen einem und neun Bergleuten. Aus diesem Jahr stammen auch die letzten bekannten Förderzahlen des Bergwerks, es wurden 3784 Scheffel Steinkohle gefördert.